# Forever Female
Forever Female (bra No Entardecer da Vida) é um filme de comédia estadunidense de 1953 dirigido por Irving Rapper e estrelado por Ginger Rogers e William Holden. Ganhou um Globo de Ouro em 1954.

## Elenco
- Ginger Rogers como Beatrice Page
- William Holden como Stanley Krown
- Paul Douglas como E. Harry Phillips
- Pat Crowley como Clara Mootz/Sally Carver
- James Gleason como Eddie Woods
- Jesse White como Willie Wolfe
- Marjorie Rambeau como atriz mais velha no bar
- George Reeves as George Courtland
- King Donovan as dramaturgo
- Vic Perrin as designer cênico
- Russell Gaige as produtor teatral
- Marion Ross as Patty
- Richard Shannon as gerente